# Hird
Hird (isländska hirð, av anglosaxiska hīred, hushållsfölje) avser i fornnordisk dikt och historia en härskares personliga skara krigare eller huskarlar. Hirden förekommer i de flesta större diktverk från det nordliga germanska området, från Beowulf till Eddan. Hirdmännen tjänstgör som knektar under sin herre under ett slags frivillig pliktöverenskommelse. Någon regelrätt lön utbetalas inte, men härskaren förväntas förutom mat och uppehälle också vara frikostig och rikligt belöna dem, som gör ett gott arbete. Snålhet hos härskaren anses vara ett svårare karaktärsbrott än de flesta moraliska brister en modern läsare kan tänkas pålägga sagornas figurer. Speciellt högt i rang i hirden ansågs en krigare stå som förutom vapenskicklighet också ägde skaldeförmåga.

## Översikt
Begreppet hird är inlånat från fornengelskan och är besläktat med den moderna engelskans hired (anställd). Flera begrepp användes för följet som en hövding som griðmenn (hemmän) i Norge och på Island och innæsmæn (innemän). Ordet huskarl användes ganska allmänt för vad vi idag skulle kunna kalla drängar. Huskarlarna var från början alla de män (med familj) som frivilligt gått i tjänst hos en storman. Tjänsten behövde inte vara livslång och kunde i vissa fall gälla för en viss tid, men huskarlarna förväntades vara lojala emot sin husbonde. Husbonden förväntades också stå bakom huskarlens familj juridiskt om något hände honom. I huskarlarnas tjänstgöring ingick även att slåss för och försvara husbonden. Denna militära roll blev med tiden huskarlarnas huvudsakliga uppgift i hirden. På Turingestenen hyllas den i strid fallne Torsten av sina söner, sin bror samt sina huskarlar. Här hålls huskarlarnas roll som krigare tydligt fram. I och med att begreppet "hird" kom i bruk under den tidiga medeltiden började huskarlarna ses som en särskild klass i hirden, då oftast den lägsta.
I det anglo-saxiska samhället hade kungen sitt krigarfölje liksom andra germanska kulturer, men efter den danska erövringen av England på 1000-talet så tog den anglo-saxiska adeln efter det danska systemet och inrättade följen med de danska huskarlarna som modell.

## Den norska hirden
I det gamla Norge var hirden ett krigarfölje som stod i kungens omedelbara tjänst och utgjorde hans livvakt och kärntruppen i hans här. I äldre tider kallades hirden kungens huskarlar. Den person som inträdde i hirden skulle vidröra kungens svärd, lägga händerna i kungens och svära en särskild trohetsed. Hirden kallades därför även kungens svärdtagare och hans handgångna samt edsvurna män.
Från Olav den heliges tid omtalas hirdmän, gäster och huskarlar som tre särskilda avdelningar av hirden. Hirdmännen bildade kungens egentliga livvakt och ständiga omgivning; de bodde i kungens gård, åt vid hans bord och var i ledung på kungens eget skepp. De var skiftesvis vakthavande hos kungen, sex till tolv i sänder. De förnämsta av hirdmännen var bordsvennerna (skutilsveinar), vilka gjorde tjänst vid kungens bord samt ordnade vakthållningen och hade tillsyn över densamma. De ringaste av hirdmännen var de s.k. kertisveinar, ett slags pager, som vid högtidliga tillfällen stod framför kungens bord med brinnande ljus i händerna. Dessa pager, ynglingar av de förnämsta ätterna, var kungens handgångna män, men blev hans svärdtagare och edsvurna, först när de upptogs till egentliga hirdmän. Detta skedde med stor högtidlighet och kungen kunde endast med de förutvarande hirdmännens råd inta en ny medlem i hirden. Detta samfunds medlemmar hade nämligen vissa förpliktelser icke blott till kungen och riket, utan även till varandra inbördes. De skulle bistå varandra vid fientliga anfall eller andra olyckor; de fick ej tala ont om varandra, utan skulle leva i inbördes sämja och låta kungen avgöra eventuella uppkommande tvister.
Hirdens andra klass, de s.k. gästerna, förrättade den yttre vakthållningen, gjorde rekognosceringar i krig och fullgjorde kungens bud och befallningar överallt i landet. Vid kungens gård hade de sitt särskilda härbärge och bord samt i ledung sitt eget skepp. Upptagandet i gästernas klass skedde med mindre högtidlighet än hos de egentliga hirdmännen, men även där erfordrades klassmedlemmarnas samtycke till en ny ledamots inträde. Hirdens tredje klass, de s.k. huskarlarna i inskränkt mening, hade även särskilt härbärge och mathållning samt förrättade allt arbete vid kungens gård. Deras anseende sjönk med tiden alltmer, så att de slutligen inte räknades till den egentliga hirden och följaktligen inte ansågs lyda under hirdlagen. På sista tiderna var de sannolikt inte heller med några särskilda ceremonier antagna i kungens tjänst.
Alla hirdens inre angelägenheter avgjordes på hirdstämmor under kungens eller hirdstyrarnas ledning. Samfundets medlemmar, såväl som kungens andra undersåtar, var visserligen skyldiga att lyda landets allmänna lag, men stod dessutom under en särskild hirdlag (hirðskrá). Denna lags bestämmelser åsyftade inte blott att främja höviska seder och ridderligt skick hos hirdmännen, utan även att utbilda hirdinrättningen till ett lämpligt organ för kungen som statens högste styresman, vilket klart uttalas i kung Magnus Lagaböters hirdskrå. De olika befattningar eller ämbeten, som uppstod inom hirden, utvecklade sig även med tiden från att vara endast hovfunktioner till riksämbeten av första rang. Det äldsta av dessa hirdämbeten innehades av kungens märkesman (merkismaðr), motsvarande nyare tiders fanbärare, eller stambo. Han skulle bära och försvara kungens stridsmärke (fana), och på krigsskeppet hade han jämte de tappraste sin plats i förstäven, som han skulle värja. Ännu högre i anseende var stallaren, ursprungligen ett slags kunglig stallmästare, som hade sig ålagt att anskaffa och ordna skjutsen på kungens resor, men även fick tala på kungens vägnar vid offentliga tillfällen, vid ting och hirdstämmor, liksom han även föredrog hirdens angelägenheter inför kungen.
Stallaren och märkesmannen samt övriga skutilsveinar och läntagare i hirden (lendir menn) ansågs som hirdens styresmän (hirðstjórar). Bland bordsvennerna utvaldes även drottseten (dróttseti) och munskänken (skenkjari); den förre var ursprungligen köksmästare eller hovmästare, den senare hade tillsyn över dryckesvarorna. Med tiden förändrades dessa ämbeten betydligt. År 1319 försvann stallarens och märkesmannens befattningar, medan drottsetens ämbete så stigit i betydelse, att han vid flera tillfällen, såsom vid kungens minderårighet eller frånvaro, fungerade som riksföreståndare. Under Olav Tryggvasons och Olav den heliges tid fanns det en särskild hirdbiskop, vars ämbete förefaller ha blivit indraget vid landets indelning i fasta biskopsdömen. Sedan förrättades gudstjänsten för kungen och hirden av hirdpräster. Då den tidens präster ensamt var i besittning av lärd bildning, nödgades man att åt en hirdpräst, som vanligen kallades kungens kapellan, anförtro uppsättandet av kungens brev och påbud, och samme kapellan var vanligen tillika kunglig skattmästare (féhirðir). Slutligen, under Magnus Lagaböters tid, fick denne ämbetsman namn av kansler, med förtroendet att vara en av kungens förnämsta rådgivare med läntagares rang och heder. Kanslern skulle förvara kungens insegel, ombesörja utfärdandet av alla kungliga brev ävensom granska och ha tillsyn över alla kronans räkenskaper samt ha förteckning över kronans jordagods. Genom en kunglig förordning av 1314 bestämdes, att prosten vid Mariakyrkan i Oslo skulle vara kronans kansler och att en av hirdprästerna skulle utses till vicekansler, vilket dock inte strängt följdes, då kanslersämbetet tidvis var vakant och dess åligganden sköttes av någon lägre präst.
Hirdens antal var skiftande. Olav den helige hade 60 hirdmän, 30 gäster och 30 huskarlar. Olav Kyrre hade det dubbla antalet, i båda fallen oräknat dem, som på kungens uppdrag vistades på annan plats i landet. Under 1100-1300-talet förefaller hirdens antal ha varit betydligt större. De av hirdens medlemmar, som i kungens värv var spridda kring landet, fick till sitt underhåll inkomsten av något kungligt jordagods, vilken förläning kallades veitsla. De som var i kungens gård och utgjorde hans ständiga omgivning, hade däremot fast lön (máli), vilken utbetalades vid jultiden, då även den skrivna hirdlagen för dem skulle uppläsas. För underhållet av hirdmän, vilka blivit otjänstbara och ej hade tillgångar att sörja för sig själva, var ett hospital inrättat, som erhöll tredjedelen av den tionde, vilken hirden var skyldig att erlägga både av sin lön och av vunnet krigsbyte.
Om landet styrdes av samregenter, hade dessa, sedan de kommit till myndiga år, varsin hird. Endast under samkonungars minderårighet kunde det hända, att de hade en hird gemensamt. Vid en kungs död var hirdens förpliktelser lösta. Trädde, såsom vanligt var, dennas medlemmar med bibehållen rang och ämbetsställning i tjänst hos efterträdaren, erfordrades likväl till bekräftelse av det nya personliga förhållandet ny ed med åtföljande handgång och svärdtagning.
År 1277 tilldelade kung Magnus Lagaböter åt bordsvennerna namn och värdighet av riddare och herrar. Närmast var väl detta en efter utländska förebilder vidtagen namnförändring, som till en början inte medförde någon väsentlig förändring med själva hirdinrättningen. Men sedan 1308 de rättigheter, som tillkommit kungens läntagare (lendir menn), blivit upphävda och själva värdigheten avskaffad, fick riddarna ett större anseende, då de nu ej blott utgjorde den främsta avdelningen av hirden, utan även bland alla lekmän intog den högsta värdigheten i samhället. De företräden, som från forna tider tillkommit lendir menn, förefaller ha blivit överflyttade på riddarna. Även om riddarnas antal tidvis var ganska ringa och man förefaller ha fruktat uppkomsten av en herreklass, som kunde bli farlig både för kungamakten och för bondens frihet, så finner man dock, att från början av 1300-talet riddarklassen med tiden stigit i makt och ära, på samma gång som övriga hirdklasser som sådana försvunnit och blivit ersatta av en enda lägre avdelning, under benämningen svenner eller väpnare, vilken klass man nödvändigt måste ha förut tillhört för att kunna upptas till riddare. Sedan kungens handgångna män på detta sätt och med anslutning till utländska förhållanden organiserat sig till ett samfund av riddare och svenner, kan också den gamla norska hirden i sin ursprungliga betydelse sägas ha upphört.

### Webbkällor
- Hird i Nordisk familjebok (andra upplagan, 1909)